# Aasmund Olafsson Vinje
Aasmund Olafsson Vinje, norveški pesnik in novinar * 6. april 1818, Vinje, Telemark, Norveška,  † 30. julij 1870, Gran, Hadeland, Norveška.
Spominjamo se ga po poeziji, potopisnem pisanju in njegovi pionirski uporabi Landsmåla (zdaj znanega kot Nynorsk, eden od dveh uradnih pisnih standardov norveškega jezika).

## Ozadje
Vinje se je rodil v revni, a načitani družini v Vinjah v Telemarku. Imel je neizmerno željo po učenju in se je deloma preživljal s poučevanjem. Univerzitetni sprejemni izpit si je prislužil, ko je obiskoval isto šolo kot Henrik Ibsen, študiral pravo in postal odvetnik.

## Kariera
Leta 1858 je Vinje ustanovil revijo Dølen, v kateri je objavljal potopisne pripovedi in uredniške komentarje o umetnosti, jeziku in politiki, ki služijo kot zapisi za obdobje, v katerem je živel. Dølen je prenehal izhajati leta 1870.
Vinje je veliko naredil za artikulacijo razlike med mestnim in podeželskim življenjem na Norveškem in je bil med prefinjenimi predstavniki norveškega romantičnega nacionalizma. Znan pa je bil tudi po svojem kritičnem skepticizmu in 'dvojni viziji' (norveško tvisyn) – gledanju na obe plati kovanca. Bil je politično aktiven do te mere, da ga je vlada odpustila kot odvetnika zaradi kritike njene zunanje politike.
Med njegovimi spisi je v norveški literaturi zelo cenjen Ferdaminni fraa Sumaren 1860 (Potopisni spomini iz poletja 1860), ki opisuje peš potovanje iz Osla v Trondheim, da bi spremljal kronanje kralja Karla XV. v stolnici Nidarosdomen za Dølen. Delo se bolj prisrčno ukvarja z navadnimi ljudmi, ki jih je srečal na svojem potovanju, kot pa s kraljevo osebo, ki jo je srečal ob kronanju.
Leta 1863 je napisal Norseman's View of Britain and the British, ki je bil deset let pozneje preveden v norveščino.
Nekatere Vinjejeve poezije so na Norveškem še zelo žive, zlasti Ved Rundarne in Våren (Zadnja pomlad), ki ju je uglasbil Edvard Grieg.
Grieg je uglasbil številne Vinjejeve pesmi in leta 1881 izdal Tolv Melodier til Digte af A. O. Vinje (Dvanajst melodij k pesmim A. O. Vinjeja, za glas in klavir), Opus 33, ki vključuje Ved Rundarne in Våren.
Vinje, ki je umrl za rakom na želodcu, se je odločil svoje zadnje dni preživeti na podeželju. Umrl je kot gost svojega prijatelja, ministra (kasneje škofa) Antona Christiana Banga v Gran v Hadelandu 30. julija 1870 in je pokopan v bližini na pokopališču sestrskih cerkva v Granavollenu (Søsterkirkene). Leta 1873 so na tem mestu postavili velik spomenik z doprsnim kipom Vinjeja Brynjulfa Bergsliena.
Danes so Vinje ceste v več norveških mestih, vključno z Oslom, Stavangerjem, Trondheimom, Mossom, Fjellhamarjem, Corbyjem, Hamarjem, Gjøvikom, Rjukanom, Skienom in Mandalom.

## Slogan
Članek Dagsavisen iz leta 2014 pravi, da je Vinje skoval najbolj norveški slogan, Det er saa viktig aa kosa seg!: Tako pomembno je uživati!

## Pomembna dela
- En Ballade om Kongen og Kongehuset (1853)
- Ferdaminni fraa Sumaren 1860 (1861)
- A Norseman's View of Britain and the British (1863)
- Diktsamling (1864)
- Storegut (1866)
- Blandkorn (1867)
- Dølen i eiget Hus atter (1868)
- Um vaart nationale Stræv (1869)

## Spominska obeležja
- Leta 1918 so v Skienu postavili Vinjev kip
- Leta 1947 so bronasti celopostaven kip Knuta Skinnarlanda (1909–1993) postavili v občinski dom Vinjar v Vinjah pri Vinjestogi.
- Leta 1959 so Vinju postavili spomenik v Eidsbugardnu, kjer je imel zasebno kočo
- Leta 1968 je Posten Norge ob 150. obletnici Vinjetovega rojstva izdal znamko z Vinjetovim portretom.
- Leta 1968 je bil v študentski vasi Sogn v Oslu postavljen kip, ki ga je izdelal Dyre Vaa.
- Leta 1984 je bil Vinje upodobljen na bankovcu za 50 kron Norges Bank